# The Hangover (álbum)
The Hangover es el segundo álbum en solitario del guitarrista estadounidense Gilby Clarke, antiguo miembro de Kill for Thrills y de Guns N' Roses; grabado en 1997 bajo el sello discográfico Spitfire Records.

## Lista de canciones
| N.º | Título                              | Escritor(es)      | Duración |  |
| 1.  | «Wasn't Yesterday Great»            | Clarke            | 2:46     |  |
| 2.  | «It's Good Enough for Rock N' Roll» | Clarke            | 3:11     |  |
| 3.  | «Zip Gun»                           | Clarke            | 3:16     |  |
| 4.  | «Higher»                            | Clarke            | 3:17     |  |
| 5.  | «Mickey Marmalade»                  | Clarke            | 3:16     |  |
| 6.  | «Blue Grass Mosquito»               | Clarke            | 3:25     |  |
| 7.  | «Happiness Is a Warm Gun»           | Lennon, McCartney | 2:52     |  |
| 8.  | «Hang on to Yourself»               | Bowie             | 2:29     |  |
| 9.  | «The Worst»                         | Clarke            | 3:38     |  |
| 10. | «Captain Chaos»                     | Clarke            | 5:12     |  |
| 11. | «Punk Rock Pollution»               | Clarke            | 2:30     |  |

## Miembros
- Gilby Clarke - voz, guitarra, bajo, batería

Colaboraciones
- Waddy Watchel - guitarra
- Ryan Roxie - guitarra
- Teddy Andreadis - piano, armónica
- C.J. DeVillar - bajo, coros
- Will Effertz - bajo, coros
- Phil Soussan - bajo
- Clem Burke - batería
- Sandy Chila - batería
- Mike Fasano - batería
- Eric Singer - batería
- Roberta Freeman - coros
- Ovis - coros
- Kyle Vincent - coros
- Jason Alt - coros